# Grimselit
Grimselit ist ein sehr selten vorkommendes Mineral aus der Mineralklasse der „Carbonate und Nitrate“ (ehemals „Carbonate, Nitrate und Borate“) mit der chemischen Zusammensetzung K3Na[UO2|(CO3)3]·H2O und damit chemisch gesehen ein wasserhaltiges Kalium-Natrium-Uranylcarbonat.
Grimselit kristallisiert im hexagonalen Kristallsystem und entwickelt nur winzige Kristalle bis etwa 0,3 Millimeter Durchmesser mit hexagonal-tafeligem bis -prismatischem Habitus. Meist findet er sich in Form blättriger oder körniger Mineral-Aggregate und krustiger Überzüge. Die überwiegend gelben, selten auch grünlichgelben Kristalle sind durchsichtig bis durchscheinend und zeigen auf den Kristallflächen einen glasartigen Glanz. Auf der Strichtafel hinterlässt Grimselit einen hellgelben Strich.

## Etymologie und Geschichte
Erstmals gefunden wurde Grimselit 1969 von Kurt Walenta am Grimselpass zwischen Berner Oberland und Oberwallis auf der Baustelle für das Kraftwerk Oberhasli in der Schweiz. Weitere Stücke fand später noch H. A. Stalder, die eine genauere Analyse erlaubten. Walenta wählte als Namengeber für das Mineral dessen Typlokalität und reichte seine Untersuchungsergebnisse 1971 zur Prüfung bei der International Mineralogical Association (interne Eingangs-Nummer der IMA: 1971-040), die den Grimselit als eigenständige Mineralart anerkannte. Die ebenfalls von der IMA/CNMNC anerkannte Kurzbezeichnung (auch Mineral-Symbol) von Grimselit lautet „Gsl“.
Das Typmaterial des Minerals wird im Institut für Mineralogie und Kristallchemie der Universität Stuttgart und im Staatlichen Museum für Naturkunde Stuttgart aufbewahrt.

## Klassifikation
In der veralteten 8. Auflage der Mineralsystematik nach Strunz ist der Grimselit noch nicht verzeichnet.
Im zuletzt 2018 überarbeiteten und aktualisierten Lapis-Mineralienverzeichnis nach Stefan Weiß, das sich im Aufbau noch nach dieser alten Form der Systematik von Karl Hugo Strunz richtet, erhielt das Mineral die System- und Mineral-Nr. V/F.02-010. In der „Lapis-Systematik“ entspricht dies der Klasse der „Nitrate, Carbonate und Borate“ und dort der Abteilung „Uranylcarbonate [UO2]2+–[CO3]2−“, wo Grimselit zusammen mit Agricolait, Andersonit, Bayleyit, Čejkait, Fontanit, Leószilárdit, Liebigit, Metazellerit, Swartzit und Zellerit die unbenannte Gruppe V/F.02 bildet.
Die von der International Mineralogical Association (IMA) zuletzt 2009 aktualisierte 9. Auflage der Strunz’schen Mineralsystematik ordnet den Grimselit in die neu definierte Klasse der „Carbonate und Nitrate“, dort allerdings ebenfalls in die Abteilung der „Uranylcarbonate“ ein. Diese ist jedoch weiter unterteilt nach dem Stoffmengenverhältnis vom Uranyl- zum Carbonatkomplex, so dass das Mineral entsprechend seiner Zusammensetzung in der Unterabteilung „UO2 : CO3 = 1 : 4“ zu finden ist, wo es als einziges Mitglied die unbenannte Gruppe 5.ED.35 bildet.
Die vorwiegend im englischen Sprachraum gebräuchliche Systematik der Minerale nach Dana ordnet den Grimselit wie die veraltete Strunz’sche Systematik in die gemeinsame Klasse der „Carbonate, Nitrate und Borate“ und dort in die Abteilung der „Wasserhaltigen Carbonate“ ein. Hier ist er als einziges Mitglied in der unbenannten Gruppe 15.02.06 innerhalb der Unterabteilung „Wasserhaltige Carbonate mit A+mB2+n(XO3)p • x(H2O), (m+n):p > 1:1“ zu finden.

## Kristallstruktur
Grimselit kristallisiert hexagonal in der Raumgruppe P62c (Raumgruppen-Nr. 190) mit den Gitterparametern a = 9,30 Å und c = 8,26 Å sowie zwei Formeleinheiten pro Elementarzelle.

## Eigenschaften
Grimselit ist wasserlöslich, wobei die Lösung alkalisch reagiert.
Durch seinen Urangehalt von bis zu 39,13 % ist das Mineral sehr stark radioaktiv. Unter Berücksichtigung der Mengenanteile der radioaktiven Elemente in der idealisierten Summenformel sowie der Folgezerfälle der natürlichen Zerfallsreihen wird für das Mineral eine spezifische Aktivität von etwa 70,043 kBq/g angegeben (zum Vergleich: natürliches Kalium 0,0312 kBq/g).

## Bildung und Fundorte

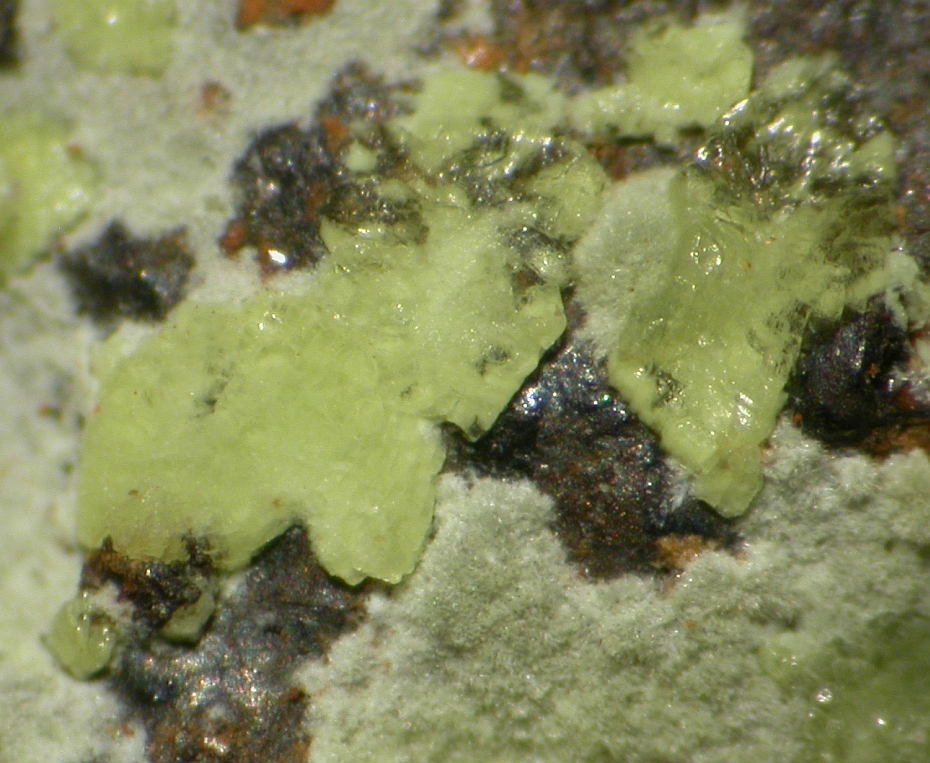
Gelbliche, glänzende, tafelige Grimselitkristalle auf einem Bett aus hellgrünen Čejkait-Nadeln aus der Svornost Mine (Einigkeit Mine), Jáchymov, Tschechien (Sichtfeld 4 mm)

Grimselit kommt als seltenes Sekundärmineral in durchsetzten Gängen von Granodioriten und Aplit-Graniten vor, wo er meist Quarz und Feldspat aufsitzend gefunden werden kann. Als Begleitminerale können unter anderem Bayleyit, Baylissit, Calcit, Čejkait, Monohydrocalcit und Schröckingerit auftreten.
Als sehr seltene Mineralbildung konnte Grimselit bisher (Stand 2023) nur in wenigen Proben aus weniger als 10 Fundorten nachgewiesen werden. Bekannte Fundorte sind neben seiner Typlokalität Gärstenegg-Summerloch-Tunnel und dem nahegelegenen Zugangstunnel zum Felslabor Grimsel der Nagra in der Schweiz nur noch die Uranlagerstätte im Krunkelbachtal nahe der Gemeinde Menzenschwand im deutschen Bundesland Baden-Württemberg sowie die Rovnost Mine (Werner Mine) und Svornost Mine (Einigkeit Mine) bei Jáchymov (Sankt Joachimsthal) in der tschechischen Region Böhmen.

## Vorsichtsmaßnahmen
Aufgrund der Toxizität und der starken Radioaktivität des Minerals sollten Mineralproben vom Grimselit nur in staub- und strahlungsdichten Behältern, vor allem aber niemals in Wohn-, Schlaf- und Arbeitsräumen aufbewahrt werden. Ebenso sollte eine Aufnahme in den Körper (Inkorporation, Ingestion) auf jeden Fall verhindert und zur Sicherheit direkter Körperkontakt vermieden sowie beim Umgang mit dem Mineral Atemschutzmaske und Handschuhe getragen werden.